# Vementry

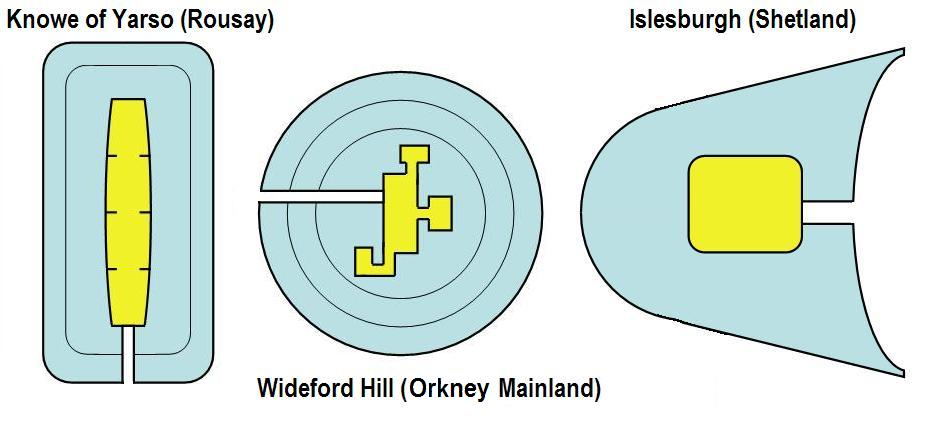
Megalithanlagen auf den nördlichen Inseln – rechts Heel-shaped Cairn

Der Heel-shaped Cairn (absatzförmiger Steinhügel) von Vementry liegt an der Nordseite von Mainland auf der unbewohnten Shetlandinsel Vementry in Schottland. Er ist als Scheduled Monument denkmalgeschützt.
Heel-shaped Cairns haben meist kreuzförmige Kammern und sind eine in Schottland, primär in Caithness und Sutherland (Cairns von Camster) und auf den Shetlandinseln verbreitete Megalithanlagenform.
Der gut erhaltene neolithische Cairn hat etwa 10 m Durchmesser und ist über 1,5 m hoch. Die kreuzförmige Kammer, die über einen kurzen Gang erreicht wird, hat eine große Nische im Kopfbereich und zwei kleinere an den Seiten.